# Hoplophthiracarus rafalskii
Hoplophthiracarus rafalskii är en kvalsterart som beskrevs av Wojciech Niedbała 1997. Hoplophthiracarus rafalskii ingår i släktet Hoplophthiracarus och familjen Phthiracaridae. Inga underarter finns listade i Catalogue of Life.